# Hans Christian Andersen Preis

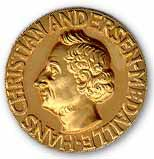
Hans-Christian-Andersen-Medaille

Der Hans-Christian-Andersen-Preis (dänisch H.C. Andersen-medaljen, englisch Hans Christian Andersen Award; in eigener deutscher Schreibweise: Hans Christian Andersen Preis ) wird vom IBBY (International Board on Books for Young People), einem international besetzten Kuratorium aus mittlerweile 70 Ländern, alle zwei Jahre vergeben. Er ist nach dem dänischen Schriftsteller Hans Christian Andersen (1805–1875) benannt und gilt als die wichtigste internationale Auszeichnung für Kinderbuchautoren und -illustratoren. Daher wird dieser internationale Kinder- und Jugendliteraturpreis auch als „Nobelpreis der Kinderliteratur“ bezeichnet. Verliehen wird eine Goldmedaille, ein Preisgeld ist mit der Ehrung nicht verbunden. 
Alle zwei Jahre wählt der internationale IBBY-Kongress eine neue Jury. 
Die dänische Königin Margrethe II. übernahm 1992 die Schirmherrschaft. Zu Neujahr 2023 zog sie sich von dieser Aufgabe zurück, was von Beobachtern als Distanzierung von der Juryvorsitzenden für 2024, der russischen Illustratorin Anastassija Archipowa, verstanden wird. Archipowa steht wegen ihrer systemtreuen Haltung zum Putin-Regime in der Kritik. Mehrere nationale Abteilungen hatten Archipowa zuvor erfolglos zum Rücktritt aufgefordert.

## Allgemeines
Der Hans-Christian-Andersen-Preis ist in zwei Sparten aufgeteilt: seit 1956 für die Autoren von Kinderbüchern und ab 1966 auch für die Illustratoren von Kinderbüchern. Außerdem wurde von Anfang an eine Ehrenliste (Honour List) eingerichtet, um auch diejenigen Autoren und Illustratoren zu würdigen, die ebenfalls mit einer Ehrung bedacht werden sollten. Mit zunehmender Dauer wuchs der Kreis der empfohlenen Verfasser und Zeichner weltweit immer mehr an. Mittlerweile werden alle zwei Jahre jeweils etwa 50 Autoren, Zeichner und neuerdings auch Übersetzer geehrt.
Dieser international ausgelobte Kinder- und Jugendliteraturpreis ist nicht zu verwechseln mit dem dänischen, aber international vergebenen Hans-Christian-Andersen-Literaturpreis (dänisch Hans Christian Andersen Litteraturpris, englisch Hans Christian Andersen Literature Award). Er ist seit den 2000er Jahren mit 500.000 Kronen dotiert und wird seit 1989 in Andersens Geburtsstadt Odense jährlich verliehen.
Das Hans Christian Andersen Priskomité  vergibt seit 1996 alljährlich den undotierten Hans Christian Andersen Prisen (Hans-Christian-Andersen-Preis). Dessen Verleihung findet ebenfalls in Odense statt und immer am 2. April, dem Geburtstag von Andersen. Er wird an alle Persönlichkeiten und Institutionen verliehen, die sich um die Verbreitung von Andersens Werk verdient gemacht haben.

## Preisträger

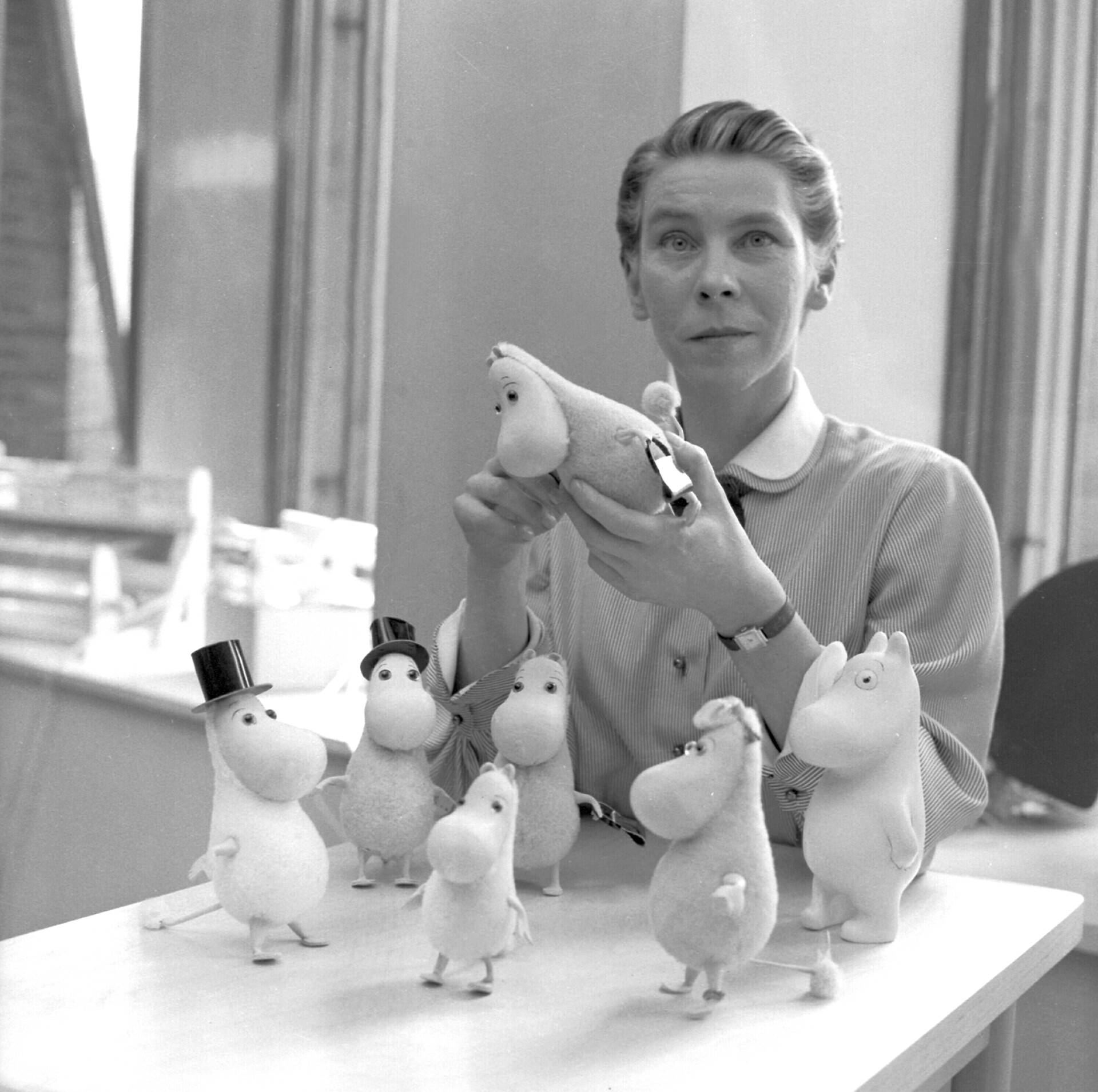
Tove Jansson mit Mumin-Figuren, 1956

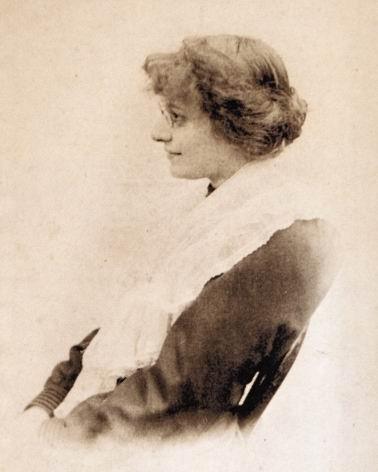
Eleanor Farjeon, 1899

| Jahr | Autor                                                        | Illustrator                                      |
| ---- | ------------------------------------------------------------ | ------------------------------------------------ |
| 1956 | Eleanor Farjeon (Großbritannien)                             |                                                  |
| 1958 | Astrid Lindgren (Schweden)                                   |                                                  |
| 1960 | Erich Kästner (Deutschland)                                  |                                                  |
| 1962 | Meindert DeJong (Vereinigte Staaten)                         |                                                  |
| 1964 | René Guillot (Frankreich)                                    |                                                  |
| 1966 | Tove Jansson (Finnland)                                      | Alois Carigiet (Schweiz)                         |
| 1968 | James Krüss (Deutschland) José María Sánchez-Silva (Spanien) | Jiří Trnka (Tschechoslowakei)                    |
| 1970 | Gianni Rodari (Italien)                                      | Maurice Sendak (Vereinigte Staaten)              |
| 1972 | Scott O’Dell (Vereinigte Staaten)                            | Ib Spang Olsen (Dänemark)                        |
| 1974 | Maria Gripe (Schweden)                                       | Farshid Mesghali (Iran)                          |
| 1976 | Cecil Bødker (Dänemark)                                      | Tatjana Mawrina (Sowjetunion)                    |
| 1978 | Paula Fox (Vereinigte Staaten)                               | Svend Otto S. (Dänemark)                         |
| 1980 | Bohumil Riha (Tschechoslowakei)                              | Akaba Suekichi (Japan)                           |
| 1982 | Lygia Bojunga Nunes (Brasilien)                              | Zbigniew Rychlicki (Polen)                       |
| 1984 | Christine Nöstlinger (Österreich)                            | Mitsumasa Anno (Japan)                           |
| 1986 | Patricia Wrightson (Australien)                              | Robert Ingpen (Australien)                       |
| 1988 | Annie M. G. Schmidt (Niederlande)                            | Dusan Kállay (Tschechoslowakei)                  |
| 1990 | Tormod Haugen (Norwegen)                                     | Lisbeth Zwerger (Österreich)                     |
| 1992 | Virginia Hamilton (Vereinigte Staaten)                       | Kveta Pacovská (Tschechische Republik)           |
| 1994 | Michio Mado (Japan)                                          | Jörg Müller (Schweiz)                            |
| 1996 | Uri Orlev (Israel)                                           | Klaus Ensikat (Deutschland)                      |
| 1998 | Katherine Paterson (Vereinigte Staaten)                      | Tomi Ungerer (Frankreich)                        |
| 2000 | Ana Maria Machado (Brasilien)                                | Anthony Browne (Großbritannien)                  |
| 2002 | Aidan Chambers (Großbritannien)                              | Quentin Blake (Großbritannien)                   |
| 2004 | Martin Waddell (Irland)                                      | Max Velthuijs (Niederlande)                      |
| 2006 | Margaret Mahy (Neuseeland)                                   | Wolf Erlbruch (Deutschland)                      |
| 2008 | Jürg Schubiger (Schweiz)                                     | Roberto Innocenti (Italien)                      |
| 2010 | David Almond (Großbritannien)                                | Jutta Bauer (Deutschland)                        |
| 2012 | María Teresa Andruetto (Argentinien)                         | Peter Sís (Vereinigte Staaten, Tschechoslowakei) |
| 2014 | Nahoko Uehashi (Japan)                                       | Roger Mello (Brasilien)                          |
| 2016 | Cao Wenxuan (China)                                          | Rotraut Susanne Berner (Deutschland)             |
| 2018 | Eiko Kadono (Japan)                                          | Igor Oleynikov (Russland)                        |
| 2020 | Jacqueline Woodson (Vereinigte Staaten)                      | Albertine Zullo (Schweiz)                        |
| 2022 | Marie-Aude Murail (Frankreich)                               | Suzy Lee (Korea)                                 |
| 2024 | Heinz Janisch (Österreich)                                   | Sydney Smith (Kanada)                            |